# Blasfemi
Blasfemi (oldgræsk: βλασφημία blasphēmía, "bagvaskelse, blasfemi") er at spotte eller forhåne guddomme, troslærdomme eller andre genstande for religiøs hengivelse. Mange samfund regner – eller har tidligere regnet – blasfemi for en strafbar forbrydelse, således også Danmark, hvor blasfemi kunne straffes efter Straffelovens § 140, indtil den blev ophævet i 2017.

## Religion
Inden for kristen og muslimsk teologi forstås blasfemi typisk som ytringer fremsat med den hensigt at forhåne religionernes guddom. En bredere forståelse, der bl.a. har gjort sig gældende inden for jødedommen, definerer blasfemi som enhver ikke-autoriseret brug af guddommens navn, lighed eller andet definerende karakteristikon. Eksempler tæller forbrydelser imod den guddommelige, kinesiske kejsers eneret til farven gul, den mosaiske lovs forbud mod at "tage Herrens navn forfængeligt" (se tetragrammaton) og de generelle billedforbud som kendes i varierende omfang fra alle de store monoteistiske religioner (se afgudsdyrkelse og ikonoklasme).
Blasfemi bør skelnes fra sakrilegium, der refererer til handlinger, og fra kætteri, der refererer til afvigende læresætninger (fra ortodoksien). Modsat sakrilegiet er blasfemi (typisk) en ytring, ikke en handling (mens de begge refererer til en ukorrekt behandling af noget helligt). Kætteri adskiller sig fra blasfemi ved at udgøre reelle, alternative idéer, og ved at anklagen fremsættes imod tilhængere af samme trossamfund; mens såvel troende som ikke-troende kan være underlagt de forbud, der giver anledning til anklagen om blasfemi.

### Historiske blasfemi-processer
Som startskud til udviklingen af den vestlige kultur står to justitsmord baseret på anklager om blasfemi: Retssagen mod Sokrates i Athen og mod Jesus i Jerusalem. Begge blev dømt til døden; og ifølge Jens Bjørneboe indvarslede disse to blasfemi-processer den kommende kulturepoke og det, der kom til at præge den: den enkeltes kamp mod fortiden og mod massen.

## Lovgivning

### Internationalt
De seneste årtier har set en tendens henimod liberalisering af lovgivning imod blasfemi i vestlige lande. Dog forefindes der (2019) stadig blasfemiforbud i fire europæiske lande: Østrig, Finland, Italien, Tyskland, Spanien. Lande, der gør brug af islamisk ret; sharia, har typisk strenge straffe for blasfemi. I Pakistan har der således siden 1986 været dødsstraf for nedladende og forhånende bemærkninger om Muhammed.
I Irland blev blasfemi gjort ulovligt efter grundloven i 1937; men først i 2009 blev blasfemi defineret i lovs form og kunne medføre en bøde på op til 25.000 euro. Den sidste blasfemi-dom i Irland fandt dog sted tilbage i 1703, da Thomas Emlyn, en unitarisk pastor i Dublin, blev dømt for sin bog, hvor han hævdede at Kristus ikke er Guds lige. I 2015 blussede debatten om blasfemi-paragraffen op igen efter en anmeldelse af Stephen Fry, da han i et fjernsynsinterview var blevet spurgt om hvad han ville sige, hvis han efter sin død mødte Gud. Fry svarede: "Hvorfor skulle jeg dog respektere en lunefuld, sjofel, tåbelig gud der skabte en verden så fyldt af uretfærdighed og smerte? Den gud der skabte dette univers, er afgjort sindssyg, fuldstændig sindssyg, totalt egoistisk." Fry blev anmeldt til gardaí (= irsk politi) for udtalelsen, men sagen blev henlagt. I Østrig blev blasfemi-paragraffen brugt mod en kvinde, der i et lukket møde i 2009 havde brugt ordnet "pædofili" om Muhammeds ægteskab med Aisha; dette blev fuldbyrdet, da hans kone var 9-10 år. I den østrigske domstol blev kvinden fundet skyldig i blasfemi, og idømt en bøde på 480 euro plus sagsomkostninger. Menneskerettighedsdomstolen opretholdt dommen under henvisning til at dommen angiveligt afvejede "retten til ytringsfrihed mod andres ret til beskyttelse af deres religiøse følelser, og derved tjente det legitime mål at opretholde religiøs fred i Østrig."

### Danmark
Der fandtes i straffeloven indtil juni 2017 en særlig paragraf, som gjorde blasfemi strafbart:
§ 140. Den, der offentlig driver spot med eller forhåner noget her i landet lovligt bestående religionssamfunds troslærdomme eller gudsdyrkelse, straffes med bøde eller fængsel indtil 4 måneder.
Paragraffen blev i sin seneste form indført ved straffeloven af 1866 (den daværende § 156). Forinden indførelsen af straffeloven fra 1866 var blasfemi strafbart efter Christian 5.'s Danske Lov, der udlagde handlingen som en "forbrydelse imod Gud", der kunne medføre dødsstraf. Bestemmelsen fra 1866 og derefter sigter imod offentlig forhånelse, og er som sådan blevet betegnet som en "forbrydelse imod den religiøse følelse" (Birthe Rønn Hornbech, 19. maj 2005). Tiltalerejsning efter blasfemiparagraffen kunne ikke foretages af lokale politimestre eller statsadvokaturer, men besluttes centralt af rigsadvokaten. Trods adskillige anmeldelser skete tiltale efter paragraffen yderst sjældent. Før en sag i februar 2017 var den seneste sag blevet rejst i 1971. Loven medførte senest domfældelse i 1938 i en sag der drejede sig om løbesedler der udlagde hellige, jødiske skrifter således at de opfordrede til "skænding" af ikke-jødiske piger; og i 1946 blev et dansk par dømt for at have døbt en dukke til et karneval, mens de var iført præstekjoler. Straffen lød på seks dagbøder à 10 kroner for hver.
For at tiltalerejsning og senere dom kunne finde sted, antoges det normalt at to betingelser samtidig skulle være opfyldt: for det første skulle der kunne føres bevis for krænkelsen af de religiøse følelser på de pågældendes betingelser; for det andet skulle krænkelsen have et omfang som truede den offentlige orden. Rigsadvokaten skulle således vurdere, ikke alene om der var tale om en tilstrækkelig grov krænkelse til at det kunne krænke trosfæller; men også samtidig om krænkelsen truede den offentlige orden. Blasfemibestemmelsen i den danske udgave bar præg af mindretalsbeskyttelse, idet krænkelsen skulle vurderes på forudsætningerne af de pågældendes religiøse orientering, ikke på basis af en bred forståelse i den danske offentlighed af, hvornår den almindelige dansker med en vis ret burde kunne føle sig forulempet i almindelighed.
På baggrund af en politianmeldelse af Danmarks Radio for at have vist Theo van Goghs kortfilm Submission, fremlagde Dansk Folkeparti 17. december 2004 et lovforslag i Folketinget til afskaffelse af § 140; det bortfaldt, men blev genfremsat uændret, hvor kun DF stemte for. Diskussionen blev genoptaget i efteråret 2005 med Morgenavisen Jyllands-Postens offentliggørelse af 12 tegninger af den muslimske profet Muhammed og den derpå følgende politianmeldelse.
Enhedslisten stillede 28. marts 2017 forslag om at ophæve straffelovens § 140 om blasfemi, og Folketinget vedtog forslaget d. 2. juni 2017, idet alene Socialdemokratiet stemte imod forslaget. Ophævelsen af blasfemibestemmelsen trådte i kraft den 10. juni 2017, dagen efter offentliggørelsen i Lovtidende.

## Debat: Blasfemiforbud mod ytringsfrihed
Debatten om blasfemiparagraffen handler om stærkt kontroversielle spørgsmål om frihed, identitet og religion. Følgende søger at opregne dens principielle dimensioner.

### Ytringsfriheden og religionens ukrænkelighed
Blasfemiparagraffen beskytter idéer og ritualer, "troslærdomme og gudsdyrkelse". Disse idéer regnes for hellige, hvorfor det tjener samfundet bedst at de ikke bliver udsat for "spot" og "forhånelse". Dette strider imidlertid imod en liberal, utilitaristisk forståelse af ytringsfrihed, ifølge hvilken ytringsfrihed bl.a. tjener til at alle idéer kan blive prøvet igennem rationel debat. Mulighederne for at afgrænse "forhånelse" fra diskussion er blevet anfægtet af bl.a. John Stuart Mill: "Hvis prøven (på forhånelse, red.) er anstød for de, hvis mening er under angreb, mener jeg, at al erfaring viser at et stærkt og overbevisende angreb altid giver anstød."
Idéen om at beskytte religioner (eller guddommen selv) imod kritik hidrører i liberale samfund typisk fra tidligere perioder, hvor statens legitimitet afhang af den nationale religion (eller som en 'våbenhvile' i religiøst stærkt fragmenterede samfund). Et eksempel på et moderne forsvar generaliserer idéen om det hellige til noget almen-menneskeligt:
| Citat                                                     | Alle folk har noget, der er helligt for dem. Om det så står i en bog, eller er oppe i hovedet eller ligger i en grav, det er lige meget. Hvis vi ikke havde det, så var vi ikke mennesker. Vi har alle et eller andet, som vi værdsætter og sætter over mennesket. Som muslim har man defineret det som Gud, og hans ord er i koranen. | Citat |
| Aisha Abu-Laban til Berlingske Tidende, 28. november 2004 | |       |

I essayet "Is nothing sacred?" vurderer forfatteren Salman Rushdie modsat, at 'det hellige' er en konservativ konstruktion, et forsøg på at immunisere det hellige imod kritik:
| Citat                                            | Nej, intet er helligt i og af sig selv (...) Idéer, tekster, ja selv mennesker kan gøre hellige - ordet [det engelske "sacred", red.] kommer fra latin "sacrare" (at ophøje som ukrænkeligt) men selv om disse søger at proklamere og bibeholde deres egen absolutte eksistens, deres ukrænkelighed, når den først er blevet etableret, er selve handlingen, at ukrænkeliggøre, en særdeles historisk hændelse. (...) Og historiske hændelser må altid underkastes kritiske spørgsmål, dekonstruktion, ja selv påstande om deres overflødighed. (...) Idéen om det hellige er simpelthen et af de mest konservative tankesystemer i hvilken som helst kultur, fordi den stræber efter at reducere andre idéer - Uvished, Fremskridt, Forandring - til forbrydelser. | Citat |
| Imaginary Homelands, 1989, s. 416 (frit oversat) | |       |

Den danske blasfemibestemmelse sigtede ikke mod at beskytte religioner eller kirker imod religionskritik, men derimod at beskytte mindretal imod forfølgelse på grund af at deres trosmæssige følelser blev krænket, jf. ovenfor.

### Trossamfundets medlemmers identifikation med trossætninger
Blasfemi er ifølge alle definitioner såvel som blasfemiparagraffen rettet imod trossætninger og guddomme, ikke imod personer. En høj grad af identifikation imellem et trossamfunds medlemmer og trossætninger kan imidlertid lede til at blasfemi opleves som personlig eller kollektiv forhånelse på linje med racistiske bemærkninger. Modstandere af blasfemiparagraffen hævder at i det omfang blasfemiske udtalelser dækker over forhånelse af samfundsgrupper, er racismeparagraffen tilstrækkelig beskyttelse, som Line Barfoed udtrykker i følgende citat (såvel som en almen formulering af modstanden mod at yde religionen qua religion beskyttelse):
| Citat                                                                 | Vi har racisme-paragraffen til at beskytte de mennesker, der tror. Den paragraf siger udtrykkeligt, at man ikke må forhåne folk på grund af deres tro. Mens det, blasfemi-paragraffen handler om, kun er spørgsmålet om at forhåne selve troen - altså guden. Og så kan man sige, hvis de guder virkelig måtte findes, så skal de nok selv sende nogle lyn ned fra Olympen - eller hvor de nu måtte sidde." | Citat |
| Line Barfoed (Enhedslisten) til Berlingske Tidende, 14. december 2004 | |       |

Nogle fortalere fastholder derimod at paragraffen fungerer som et supplement til racismeparagraffen for at undgå at disse samfundsgrupper lægges for had per stedfortræder. Med henvisning til sagen fra 1938, påpeger professor i stats- og forfatningsret Henning Koch:
| Citat                                                  | Det er en saftig udlægning af de jødiske skrifter, der naturligvis er en meget ondsindet og indirekte form for udstødelse af jøderne. Det er altså en bespottelse af skrifterne og ikke noget, der udsprang af, at jøderne havde en anden race eller tro. | Citat |
| Henning Koch til Berlingske Tidende, 14. december 2004 | |       |

I Norge har pakistaneren Muhammed Qasim Ali taget til orde for forbud mod karikaturtegninger af Muhammed i håb om at få en skærpelse af Vestens blasfemilove, hvorved han mener at forhindre radikalisering.

### Definitioner på blasfemi og ytringsfrihed
Jo bredere en forståelse af blasfemi (forhånelse/omtale) der anvendes, jo større vil konfliktområdet med ytringsfrihed være. Eksempelvis skyldes furoren i forbindelse med sagen om de 12 tegninger af Muhammed dels at det er blevet udlagt som en overtrædelse af et muslimsk forbud mod afbildning af profeten, og dels at tegningerne er karikaturer, og dermed anses for bevidst forhånende.
Ytringsfrihed kan forstås både som en individuel, ukrænkelig ret uafhængigt af konsekvenser, og en samfundsgavnlig institution, der tjener den frie debat og idéudvikling. Den første forståelse vil lede til en relativt kompromisløs holdning overfor indgreb; mens den anden vil være mere tilbøjelig til at acceptere en afvejning af hensyn.

## Blasfemianmeldelser og -domme i Danmark
- 19. januar 1938: Der fældes dom over en gruppe nazister der har omdelt løbesedler, der tager Talmuden til indtægt for at legitimere jøders overgreb på ikke-jødiske piger. Bl.a. som følge af denne dom indførtes d. 15. marts 1939 straffelovens § 266 b (racismeparagraffen) i sin første form.[12]
- 1946: Til et karneval har et dansk par iført sig præstekjoler og døbt en dukke. Parret blev idømt bøde.[13] Dette er den sidste gang nogen er blevet dømt under blasfemiparagraffen.
- 21. oktober 1971: To programchefer fra DR frifindes for blasfemi. DR har vist en optagelse af Trilles fremførelse af Jesper Jensens sang "Øjet", der ifølge anklageskriftet tillægger Gud "en utilfredsstillet kønsdrift, der giver sig udtryk for beluring af kønsligt samvær, hvorved den kristne lære om Guds overmenneskelige egenskaber bespottes eller forhånes." Frifindelsen fandt at sangen primært var et "polemisk indlæg" imod religiøs opdragelse og som sådan ikke tog sigte på at forhåne eller spotte.[14][15]
- 1973-89: Statsstøtten til Jens Jørgen Thorsens Jesus-film standses, men manuskriptet granskes for overtrædelser af blasfemiparagraffen. Thorsen får først udbetalt den lovede støtte i 1989. Der bliver aldrig anlagt sag.[14]
- 12. maj 2003: Næstformanden for det katolske menighedsråd i Vordingborg anmelder Kvickly for blasfemi, efter at supermarkedskæden har udbudt klip-klap-sandaler med motiver af Jesus og jomfru Maria på sålerne.[16]
- 5. december 2004: DR bliver politianmeldt for blasfemi og hetz efter at have vist Theo van Goghs kortfilm "Submission". Lisbeth Knudsen, DRs nyhedsdirektør, erklærer at den eneste hensigt med at vise filmen er at "sætte debatten om ubegrænset eller begrænset ytringsfrihed ind i et perspektiv og gøre den konkret."[17]
- 30. september 2005: Morgenavisen Jyllands-Posten offentliggør 12 tegninger af profeten Muhammed. 28. oktober bliver avisen anmeldt for blasfemi og racediskrimination.[18]
- 12. december 2005: Susanne Westh Larsen anmelder DR til politiet for "for at udsende dødstrusler og blasfemi mod kristne". Anledningen er udsendelsen "Stormslag" om et heavy metal-band af samme navn, hvis øvelokale, der hyppigt optræder i udsendelsen, er prydet med graffitien "Dræb de kristne". Westh Larsen får opbakning af organisationen KLF, Kirke & Medier.[19]
- Februar 2006: Rigsadvokaten i Danmark undersøger om Jyllands-Postens Muhammed-tegninger er blasfemi.[20]
- 15. marts 2006: Rigsadvokatens afgørelse i sagen om Jyllands-Postens artikel ”Muhammeds ansigt”. Afgørelsen var at der ikke forelå en overtrædelse af de nævnte regler i straffeloven. Det fastslås dog også: "Det er således ikke en rigtig gengivelse af gældende ret, når det i artiklen i Jyllands-Posten anføres, at det er uforeneligt med ytringsfriheden at gøre krav på hensyntagen til religiøse følelser, og at man må være rede til at finde sig i ”hån, spot og latterliggørelse”".[21]
- 22. februar 2017: Anklagemyndigheden rejser sag om 42-årig mand fra Nordjylland, der har afbrændt en koran i sin baghave og 27. december 2015 delt en video på Facebook af afbrændingen i en offentligt tilgængelig Facebook-gruppe, JA TIL FRIHED – NEJ TIL ISLAM.[7][22]
- 2. juni 2017: Folketinget vedtager Enhedslistens forslag om at afskaffe blasfemiparagraffen.[5] Da paragraffen nu er afskaffet, aflyser Statsadvokaten straffesagen mod den 42-årige mand fra Nordjylland.[23]